# Enoplognatha monstrabilis
Enoplognatha monstrabilis is een spinnensoort in de taxonomische indeling van de kogelspinnen (Theridiidae).
Het dier behoort tot het geslacht Enoplognatha. De wetenschappelijke naam van de soort werd voor het eerst geldig gepubliceerd in 2002 door Yuri M. Marusik & Dmitri Viktorovich Logunov.